# Sint-Benedictusabdij in Monte
De Sint-Benedictusabdij in Monte (Italiaans: Abbazia di San Benedetto in Monte ook wel Monaci di Norcia genoemd) is een benedictijnse kloostergemeenschap met de canonieke status van abdij. Ze is gelegen op de flank van Monte, net buiten het Italiaanse Norcia, de geboorteplaats van Sint-Benedictus, de patroonheilige van de orde.
De kloostergemeenschap is historisch verbonden aan de 14e-eeuwse Sint-Benedictusbasiliek in het centrum van Norcia, welke is ingestort door de aardbeving van oktober 2016. Deze basiliek is een van Umbria's belangrijkste spirituele locaties, omdat het toegewijd is aan Benedictus van Nursia, de beschermheilige van Europa en vader van het westerse monasticisme zoals het zich in de 6e eeuw ontwikkelde.
Aan de oorspronkelijke benedictijnse orde die in de aan de basiliek gebouwde klooster huisde, is in de Franse tijd een einde gekomen. In 2000 vestigde zich er een twee jaar eerder in de Verenigde Staten gestichte benedictijnse orde. De instorting van het oude complex als gevolg van de aardbeving in 2016 leidde tot het verhuis van deze orde naar de Monte, een bergflank aan de rand van de stad, waar een nieuwe thuis gebouwd werd. De kloostergemeenschap werd in 2024 canoniek verheven tot abdij. 

## Geschiedenis
In de 8e eeuw werd in Norcia voor pelgrims een kapel gebouwd op de ruïne van het 5e-eeuwse huis waar Sint-Benedictus en zijn tweelingszus Scholastica drie eeuwen eerder geboren zouden zijn. In de 10e eeuw vestigden monniken zich in Norcia. De basiliek werd tussen 1290 en 1338 gebouwd op de crypte waar Benedictus begraven ligt. In 1810 waren de monniken gedwongen te vertrekken; onder de toen geldende Code Napoléon werd het klooster gesloten en verkocht.
De huidige Benedictijnse orde werd in 1998 gesticht in de Verenigde Staten. De orde, toen nog met zestien leden, kocht de abdij op en vestigde zich er. Sinds 2012 brouwt het haar eigen bier, Birra Nursia.
Op 30 oktober 2016 werd midden-Italië getroffen door een zware aardbeving. De abdij liep grote schade op en moest wederopgebouwd worden. Met de aankomende werkzaamheden trad  de prior Cassian Folsom (VS, 1955) af: hij zou de kracht niet hebben de wederopbouw te leiden. Benedict Nivakoff (VS, 1979), een andere Amerikaan uit dezelfde orde volgde hem op. De groep benedictijnen dat toen tot twintig man uit alle windstreken van de wereld was uitgegroeid, verliet het centrum van Norcia om zich buiten de stad te vestigen. In 2022 werd bekend dat ze niet terug zouden keren naar hun oude locatie en dat ze buiten de stad een nieuwe abdij bouwden.
De orde verzaakte het vernielde complex niet: ze droegen bij aan de wederopbouw van de Sint-Benedictusbasiliek. Deze werd met de steun van de Europese Unie, de Italiaanse overheid en Hongarije op de oorspronkelijke locatie heropgebouwd. Een vijfde van de kosten werd gedekt door de verkoop van Nursia, het eigen bier van de orde, waarvan de bierbrouwinstallatie vrijwel intact de aardbeving had overleefd en dat naar de nieuwe locatie van de orde verhuisd was.
De bouw van het nieuwe klooster op de flank van Monte buiten de stad werd in 2024 afgerond en gemarkeerd door de completering van de historische restauratie van de Heilige Mariakerk (Santa Maria della Misericordia).  Dat jaar werd de kloostergemeenschap verheven tot abdij.